# Stora Kuusis
Stora Kuusis (finska: Iso Kuusinen, Iso-Kuusinen) är en ö i Finland.   Den ligger i kommunen Nådendal i den ekonomiska regionen  Åbo ekonomiska region  och landskapet Egentliga Finland, i den sydvästra delen av landet, 170 km väster om huvudstaden Helsingfors. Arean är 1,9 kvadratkilometer.
Terrängen på Stora Kuusis är mycket platt. Öns högsta punkt är 41 meter över havet. Den sträcker sig 2,0 kilometer i nord-sydlig riktning, och 2,6 kilometer i öst-västlig riktning.